# Wełyka Bahaczka
Wełyka Bahaczka – osiedle typu miejskiego na Ukrainie w obwodzie połtawskim, siedziba władz rejonu wełykobahaczańskiego.
Miejscowość założona w 1556. Leży nad rzeką Psioł.
W 1989 liczyła 6322 mieszkańców.
W 2013 liczyła 5753 mieszkańców.